# Edward Aloysius Mooney
Edward Aloysius Mooney (9 de mayo de 1882 – 25 de octubre de 1958) fue un cardenal estadounidense de la Iglesia católica. Se desempeñó como Arzobispo de Detroit desde 1937 hasta su muerte, y fue nombrado cardenal en 1946.

## Primeros años y ministerio
Edward Mooney nació en Mount Savage, Maryland fue el séptimo hijo de Thomas y Sarah (de soltera Heneghan) Mooney. A los 5 años, se mudó con su familia a Youngstown, Ohio, donde su padre trabajaba en una fábrica de tubos. Tras la muerte de su padre en 1890, su madre abrió una pequeña panadería para mantener a la familia, con Edward y sus hermanos entregando los productos horneados a sus clientes.  Asistió al St. Charles College en Ellicott City y al St. Mary's Seminary en Baltimore antes de ser enviado a Roma en 1905 para estudiar en el Pontificio Colegio Norteamericano. Fue ordenado sacerdote por el cardenal Pietro Respighi el 10 de abril de 1909.
A su regreso a los Estados Unidos, Mooney enseñó teología dogmática en el Seminario St. Mary en Cleveland hasta 1916. Fue el director fundador de la Cathedral Latin School en Cleveland de 1916 a 1922, y pastor de la Iglesia de San Patricio en Youngstown de 1922 a 1923. Al regresar a Roma, se convirtió en director espiritual del North American College en 1923. Albert Meyer, un estudiante del North American College y futuro cardenal, dijo una vez: "[Mooney] fue venerado y muy querido... dejó una marca indeleble en todos los estudiantes, inspirándolos con su gran aprendizaje y su sólida guía espiritual."
Fue elevado al rango de Prelado Doméstico de Su Santidad el 3 de junio de 1925.

## Carrera episcopal

### Delegado apostólico
El 21 de enero de 1926, después de haber causado una impresión favorable al Cardenal Pietro Gasparri, Mooney fue nombrado Delegado Apostólico en India y Arzobispo Titular de Irenopolis en Isauria por el Papa Pío XI. Recibió su Consagración Episcopal el 31 de enero siguiente de manos del cardenal Willem van Rossum, CSSR, con el arzobispo Francesco Marchetti Selvaggiani y el obispo Giulio Serafini como co-consagradores. Durante su mandato en Bangalore, se crearon quince misiones y tres diócesis y la Iglesia Syro-Malankara se reconcilió con la Santa Sede.
Más tarde, Mooney fue nombrado Delegado Apostólico en Japón el 30 de marzo de 1931. En el momento de su llegada, todos los japoneses debían visitar y rendir homenaje en los santuarios sintoístas, y los católicos se oponían a participar en el culto sintoísta. Mooney dirigió un esfuerzo exitoso para que el gobierno japonés declarara que las visitas a los santuarios eran solo de naturaleza patriótica y no religiosa. Más tarde presidió un consejo plenario de obispos coreanos.

### Obispo de Rochester
Al ser llamado de Tokio a Estados Unidos, fue nombrado cuarto obispo de Rochester, con el título personal de "arzobispo", el 28 de agosto de 1933. Mooney fue elegido presidente de la Conferencia Nacional de Bienestar Católico, predecesora de la Conferencia de Obispos Católicos de los Estados Unidos, poco después en 1935; mantuvo ese cargo hasta 1945. Durante su mandato en Rochester, promovió la Acción Católica y los Caballeros de Peter Claver como un medio de acercamiento a la comunidad afroamericana, y se interesó profundamente en la enseñanza social católica y las relaciones laborales. También jugaba golf a altas temperaturas (una vez decía: "Si su puntaje es superior a 100, está descuidando su golf — si cae por debajo de 90, está descuidando su parroquia") y llevar a un grupo de monaguillos cada año hasta el partido inaugural de la temporada de béisbol.

### Arzobispo de Detroit
Mooney fue nombrado primer arzobispo de Detroit, Míchigan, el 31 de mayo de 1937. Al llegar a Detroit, fue recibido por el gobernador Frank Murphy y un representante del alcalde Frank Couzens. Defensor de los sindicatos, propuso una vez establecer escuelas parroquiales de trabajo para ayudar a "los trabajadores cristianos a formarse en principios y técnicas para asumir el liderazgo en los sindicatos que justifique su número".
Desde el comienzo de su mandato en Detroit, Mooney se involucró en una relación contenciosa con el P. Charles Coughlin, cuyas controvertidas transmisiones de radio habían enfurecido a muchos en la jerarquía católica y al público estadounidense. En octubre de 1937, reprendió a Coughlin por criticar la cordura del presidente Franklin Delano Roosevelt sobre su nominación de Hugo Black a la Corte Suprema, lo que llevó a Coughlin a cancelar su contrato de veintiséis transmisiones de radio. Después de que el sacerdote accedió a poner fin a su programa en 1942, Mooney respondió: "Mi entendimiento con él es lo suficientemente amplio y firme como para excluir efectivamente la repetición de una situación tan desagradable".
A medida que la población de Detroit crecía hacia los suburbios del norte de Detroit, Mooney agregó iglesias en las áreas remotas del condado de Oakland. Designó al padre Frederick Delaney para que comenzara a abrir parroquias adicionales en las áreas rurales del condado.
Durante la Segunda Guerra Mundial, Mooney se opuso firmemente a la Alemania nazi, y una vez declaró ante un grupo de prelados de América del Norte y del Sur: "Una victoria en esta guerra para las fuerzas de agresión de inspiración nazi llevaría a los cristianos a la clandestinidad durante generaciones en los países conquistados."
El Papa Pío XII lo nombró Cardenal Presbítero de Santa Susana en el consistorio del 18 de febrero de 1946.
En 1957, Mooney impartió la bendición en la ceremonia de la segunda toma de posesión del presidente Dwight D. Eisenhower.
Murió en Roma a los 76 años, después de sufrir un infarto y colapsar a menos de tres horas del inicio del cónclave papal de 1958. Los cardenales Francis Spellman y James McIntyre le concedieron la absolución antes de partir. Mooney fue inicialmente enterrado en la cripta del Seminario St. John en Plymouth, pero sus restos fueron trasladados más tarde en 1988 al cementerio del Santo Sepulcro en Southfield.

## Legado
La escuela secundaria Cardinal Mooney en Youngstown, Ohio lleva su nombre. No está lejos de donde pasó su infancia. Una antigua escuela secundaria Cardinal Mooney en Grecia, Nueva York, un suburbio de Rochester, cerró en 1989. Otras escuelas secundarias Cardinal Mooney actuales existen en Marine City, Míchigan y Sarasota, Florida.